# Новолукомль
Новолукомль (бел. Но́валуко́мль) — город в Чашникском районе Витебской области Беларуси. Самый молодой город в Беларуси. Расположен на южном берегу озера Лукомское в 23 км к югу от города Чашники. 
Численность населения — 11 598 человек (на 1 января 2025 года).

## История
Основан в 1964 году с началом строительства Лукомльской ГРЭС как посёлок Пионерный.
С 31 декабря 1965 года — городской посёлок. С 31 июля 1970 года — присвоен статус города.

## Геральдика
Герб учреждён Указом Президента Республики Беларусь от 20 января 2006 года № 36 и зарегистрирован в Государственном геральдическом регистре Республики Беларусь 6  февраля 2006 года № Б-70. 
Флаг учреждён Указом Президента Республики Беларусь от 2 июня 2009 года № 277 и зарегистрирован в Государственном геральдическом регистре Республики Беларусь 4 июня 2009 года № Б-168.
Герб одобрен решением Новолукомльского городского исполнительного комитета от 18 июля 2002 года № 196. Флаг и положение о нём одобрены решением Новолукомльского городского исполнительного комитета от 19 ноября 2008 года № 297.

## Экология
Экологическая ситуация в городе неблагоприятна. По числу выбрасываемых в окружающую среду вредных веществ город занимает четвёртое место в республике (8 тыс. тонн). Количество вредных веществ в расчете на одного жителя составляет 1385 кг в год, и этот показатель является самым высоким в республике. Лукомльская ГРЭС — самый большой источник загрязнения атмосферы и воды.
В 2014 году была введена в эксплуатацию парогазовая установка, которая заменяет 1,42 энергоблока ЛГРЭС и тем самым позволяет снизить загрязнение воздуха. Жителями города производится массовое озеленение территорий. В апреле 2013 года в районе начали работать над проектами, направленными на улучшение экологической обстановки и сохранение окружающей среды. Для внедрения инвестиционного проекта Чашникскому району выделен грант на 50 тысяч евро.

## Население
Численность населения — 11 598 человек (на 1 января 2025 года).
| Численность населения: |
| График не отображается по техническим причинам. Чтобы исправить это, воспроизведите график в новом формате, если это возможно. |

| Год         | 1970 | 1979   | 1989   | 2006   | 2016   | 2018   | 2020   | 2022   | 2023   | 2024   | 2025    |
| ----------- | ---- | ------ | ------ | ------ | ------ | ------ | ------ | ------ | ------ | ------ | ------- |
| Численность | 6744 | ▲11466 | ▲13763 | ▲14725 | ▼13088 | ▼12943 | ▼12600 | ▼12250 | ▼12048 | ▼11841 | ▼11 598 |

В 2017 году в Новолукомле родилось 139 и умерло 158 человек. Коэффициент рождаемости — 10,7 на 1000 человек (средний показатель по району — 9,5, по Витебской области — 9,6, по Республике Беларусь — 10,8), коэффициент смертности — 12,1 на 1000 человек (средний показатель по району — 18,1, по Витебской области — 14,4, по Республике Беларусь — 12,6).

## Экономика

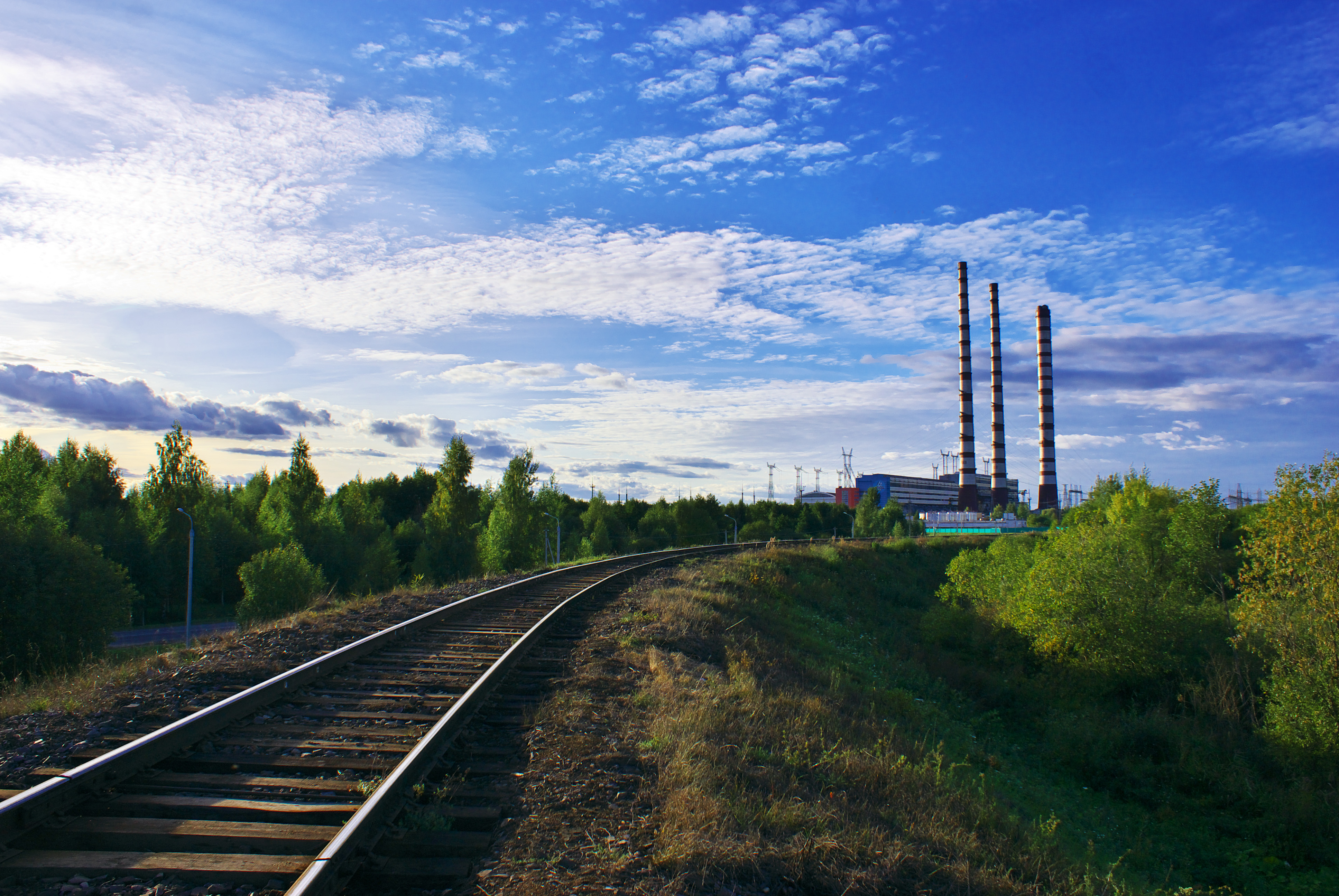
Лукомльская ГРЭС

В городе функционируют следующие предприятия:
- Лукомльская ГРЭС — самая мощная электростанция Беларуси
- ОАО «Завод Этон» — энергосберегающее и вентиляционное оборудование
- ОАО «Завод керамзитового гравия»
- ООО «Электросталь» — электродвигатели для промышленного производства
- Новолукомльский хлебозавод
- Производственный цех ОАО «Молоко»
- Новолукомльская центральная районная больница
- Карьероуправление «Лукомль-1» — филиал Минского завода строительных материалов, занималось добычей глины; в настоящее время добыча не ведётся в связи с банкротством завода

## Культура
- Дом культуры
- Музей Лукомльской ГРЭС
- Выставочный зал ГУК "Чашникский исторический музей"
- Музей боевой славы Чашникской партизанской бригады «Дубова»
- Музей ГУО "Средняя школа № 1 г. Новолукомля имени Ф. Ф. Дубровского"
- Музей ГУО "Средняя школа № 2 г. Новолукомля"

## Достопримечательности
- Лукомльская ГРЭС (1964)
- Воскресенская церковь (1994)
- Костёл Святой Магдалены
- Центральная площадь

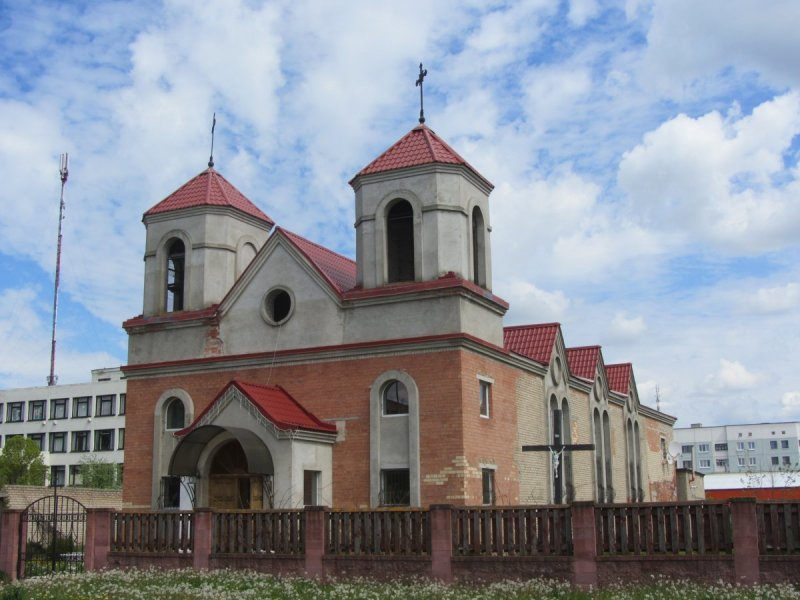
Костёл Святой Магдалены

- Пешеходный вантовый мост через обводной канал

### Памятник, скульптура
- Памятник Ф. Ф. Озмителю[17]
- Памятник Ф. Ф. Дубровскому[18]
- Памятник воинам-интернационалистам
- Воинское захоронение № 4524
- Памятный знак "Первостроителям города Новолукомля" ("Первый камень")
- Жанровая скульптура "Аисты"